# Obedinenie, Veliko Tărnovo
Obedinenie (în bulgară Обединение) este un sat în comuna Polski Trămbeș, regiunea Veliko Tărnovo,  Bulgaria. 

## Demografie
Componența etnică a satului Obedinenie
     Bulgari (89,95%)
     Romi (1,43%)
     Nicio identificare (8,17%)
     Altele (0,43%)
La recensământul din 2011, populația satului Obedinenie era de 697 locuitori. Din punct de vedere etnic, majoritatea locuitorilor (89,95%) erau bulgari, cu o minoritate de romi (1,43%). Pentru 8,17% din locuitori nu este cunoscută apartenența etnică.